# Titularbistum Philadelphia Minor
Philadelphia ist unter der Bezeichnung Philadelphia Minor (ital.: Filadelfia Minore) ein Titularbistum der römisch-katholischen Kirche in der Kirchenprovinz Seleucia in Isauria. Es geht auf das Bistum der antiken Stadt Philadelphia in Kilikien zurück.
Einziger Titularbischof war bisher Bernardo Fey Schneider CSsR (1952–1968), Koadjutorbischof von Potosí.